# Angelfiske

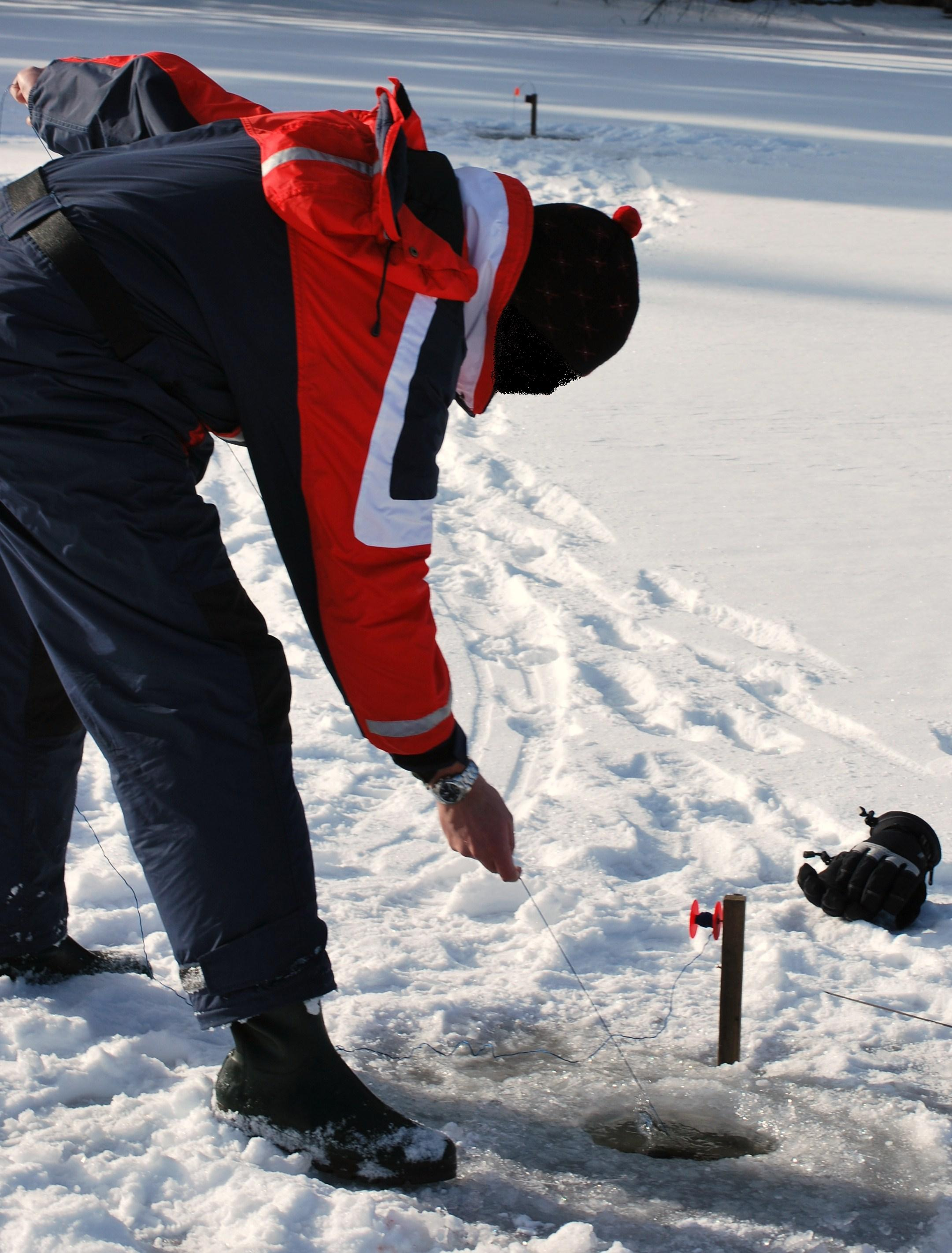
Fiskaren gör ett bestämt mothugg, och drar sedan med jämna rörelser upp fisken. Notera hur han har tagit bort vippan från angeldonet, för att inte riskera att trassla in linan.

Angelfiske, är en typ av vinterfiske där ett antal angeldon sätts ut i isen i syfte att fånga i huvudsak gädda. Angeldonet är förenklat en rulle lina med en krok, på vilken småfisk, företrädesvis mört agnas. När en gädda äter mörten drar den oundvikligen i linan som angeldonets vippa spänner upp, och vippan indikerar napp. Fiskaren rusar diskret fram till hålet, och drar upp fisken i linan. Vid tävlingar i angelfiske är det vanligt att 10 angeldon per person är tillåtet, för sportfiske utan tävlan kan betydligt fler angeldon sättas ut på en dag.
Hålet, eller vaken i isen huggs upp med isbill eller borras upp. Om hålet huggs är det viktigt att den nedre kanten är jämn, och att hålet inte är koniskt nedåt, eftersom fisken då lätt fastnar i iskanten när man drar in den. Isborr finns i varierande dimensioner mellan 90 och 250 mm och i manuella eller motoriserade utföranden. Motoriserade isborr har vanligen dimensionerna 200 mm eller 250 mm. Det är även viktigt att hålla hålet isfritt vid minusgrader, eftersom motståndet i en fastfrusen lina lätt skrämmer den nappande fisken.

## Angeldonet

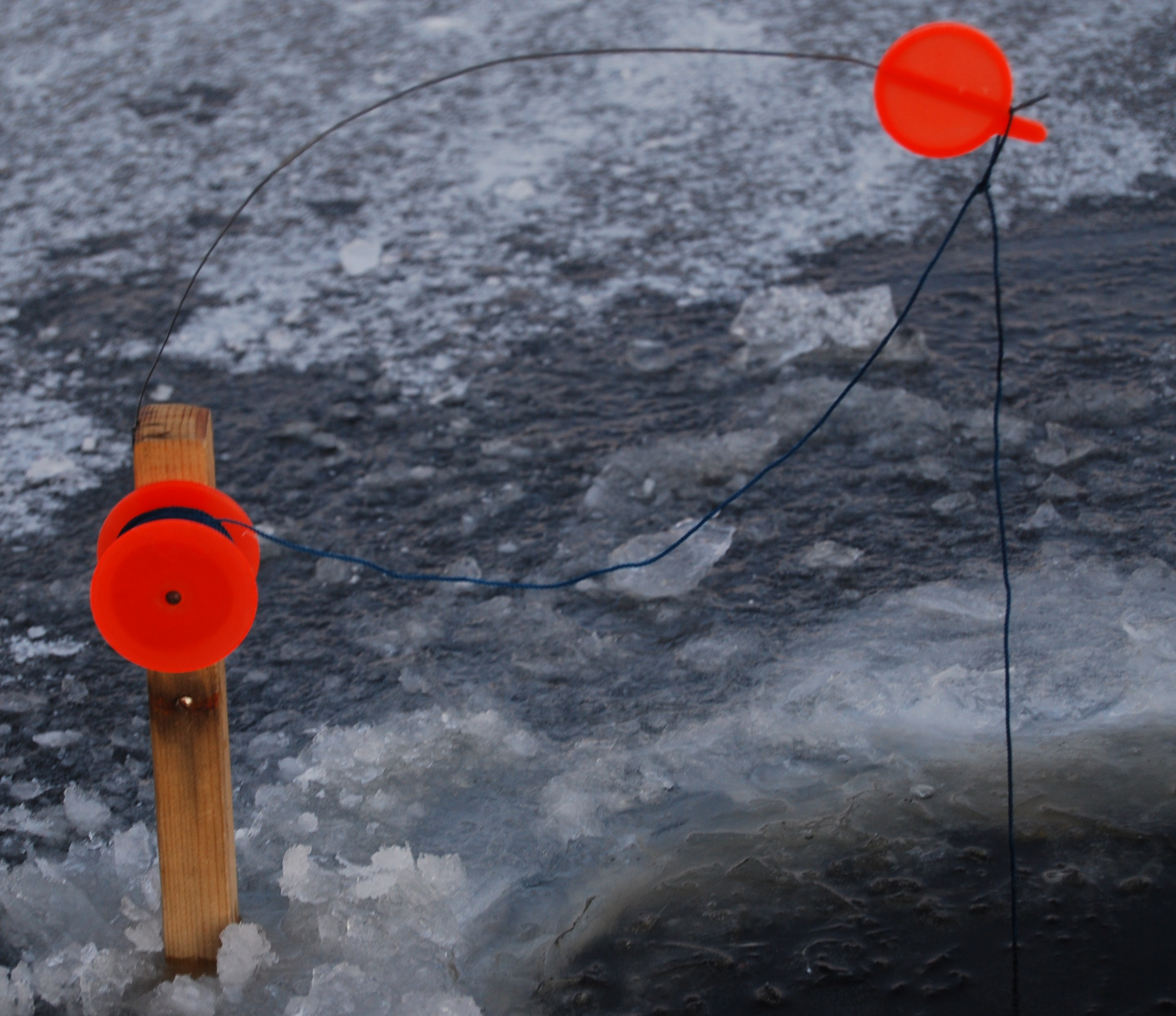
Ett agnat angeldon

Angeldonets grund består av en pinne som fästs i isen och som övriga delar monteras på. På pinnen sitter en rulle med lina som kan rulla fritt. På linan görs en ögla, som hakas på vippan. Vippan är oftast tillverkad av fjäderstål, med en kork eller plastskiva i kontrasterande färg i toppen. Vippans funktion är att hålla agnet på avsett djup i vattnet, och genom att vinka ett par gånger fram och tillbaka innan den stannar i upprätt läge, indikera napp. Ofta är donen försedda med någon form av extra indikering, till exempel knallkork för att fiskaren även ska höra om det nappar.
Linan är ofta en stum tvinnad nylonlina, och donet är ofta laddat med 20-50 meter lina, beroende på fiskarens smak, och djupet på hans vanliga fiskevatten. Den krok som traditionellt används skiljer sig från exempelvis metkrokar. Den främre delen av kroken är rak, och förs under huden på mörten, bakifrån och fram. Den bakre delen av kroken är en båge, så att mörten ska hänga i horisontellt läge i vattnet. Angelfiske utförs även med trekrok, där en av krokarna förs genom ryggen på mörten, i närheten av tyngdpunkten, så att den hänger horisontellt även i detta fall.

## Agn

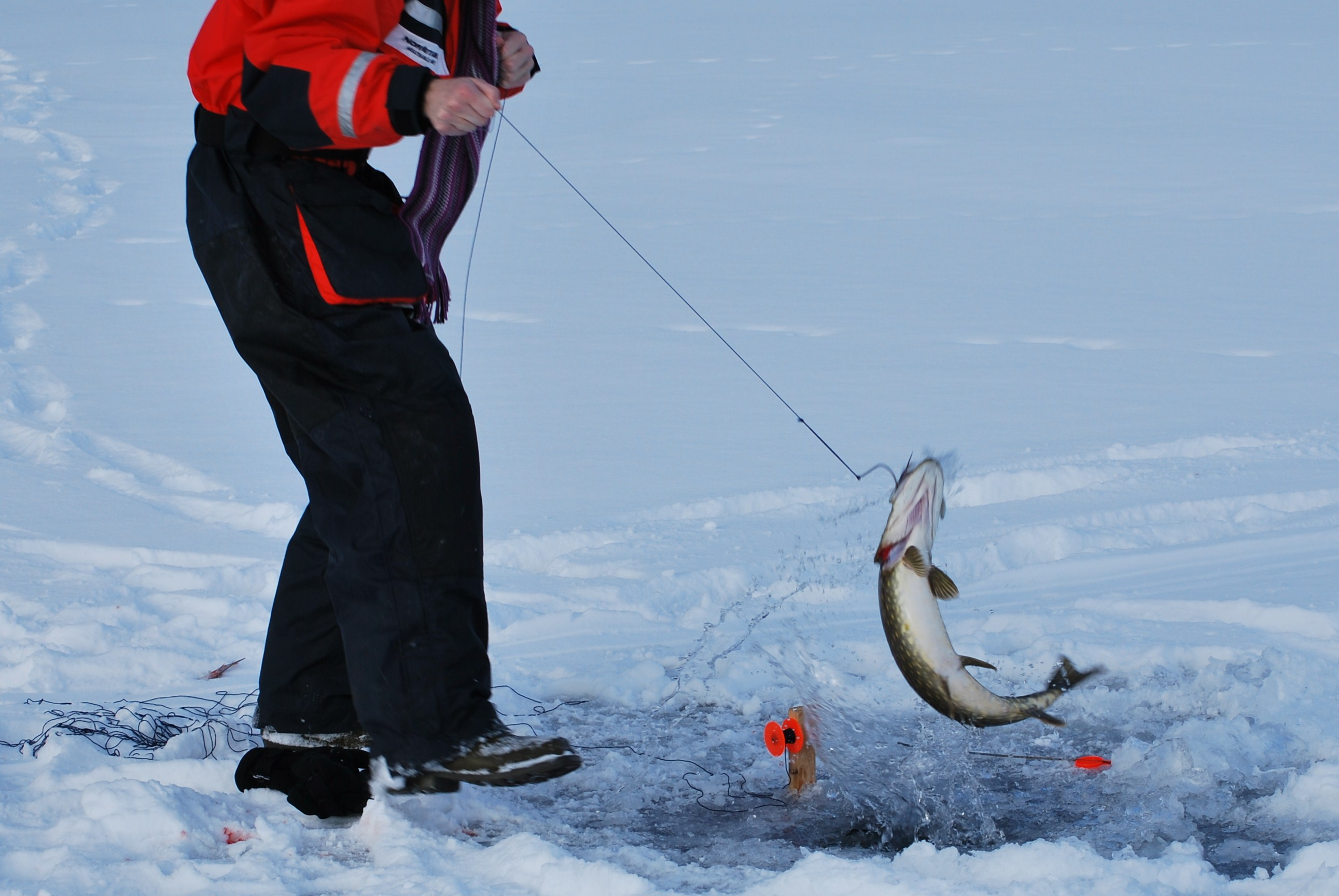
Gäddan landas.

Till angelfiske kan ett stort urval av både levande och döda betesfiskar användas. Det vanligaste agnet som i huvudsak används är mört, men det är även vanligt att använda abborrar eller döda betesfiskar som sill och makrill.

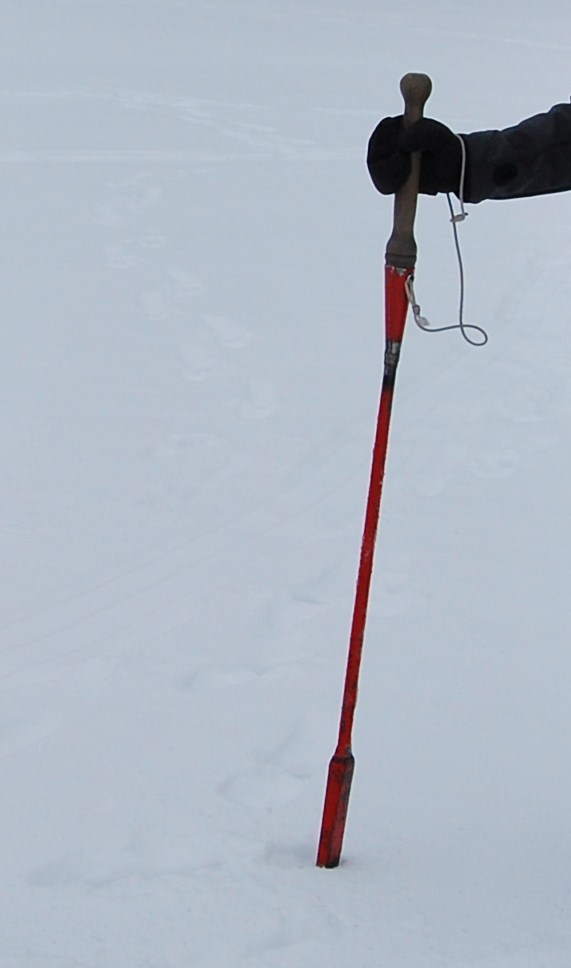
Isbill.